# Maria Montessori
Maria Tecla Artemisia Montessori, född 31 augusti 1870 i Chiaravalle, Marche, död 6 maj 1952 i Noordwijk, Zuid-Holland, var en italiensk läkare, forskare och pedagog som framförallt är uppmärksammad för sina idéer om barns inlärning vilka lagt grunden för den så kallade montessoripedagogiken.
I sitt arbete kom hon tidigt i kontakt med lågpresterande och neuroatypiska barn. Hon blev snart övertygad om att barnens problem var av pedagogisk snarare än medicinsk art och att deras tillstånd kunde förbättras med intellektuell stimulans. Hon utvecklade successivt nya pedagogiska metoder för att hjälpa barnen, metoder som hon även visade lovande resultat för normfungerande barn. Versioner av denna pedagogik används i skolor över hela världen.

## Biografi
Maria Montessori föddes i den italienska staden Chiaravalle och var dotter till Alessandro Montessori och Renilde Stoppani.

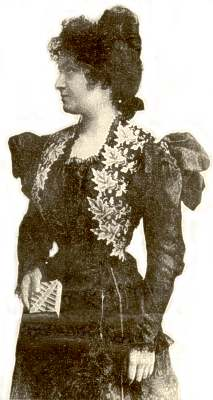
Maria Montessori som ung

Redan i början av sina studier visade Maria Montessori stort intresse för naturvetenskapliga ämnen, framförallt matematik och biologi. Fadern var inte positiv till detta då han önskade att dottern skulle bli lärarinna men modern stödde Marias val.
Maria Montessori förblev förälskad i sina födelsetrakter:  1971 berättade hennes son Mario vid invigningen av den nya Montessorie-skolan i Ancona, att hans mor, efter att kommit tillbaka från Indien sommaren 1950, sade att hon ville besöka sina gamla hemtrakter.  Med sonen besökte hon då Ancona och Chiaravalle där Maria Montessori sade: "Nu är jag nöjd: Även om jag skulle dö nu så har jag fått se min hemby".
Montessori kom att bli en av de första kvinnorna i modern tid att erhålla en examen i medicin i Italien.  Detta trots att hon inledningsvis inte kunde antas som student vid medicinska fakulteten eftersom hon saknade en s.k. klassisk mogenhetsexamen (diploma di maturità classica). Hon skrev därför först in sig vid den naturvetenskapliga fakulteten och inte förrän hon hade kompletterat sina betyg genom studier med bl.a. latin kunde hon söka till medicinska fakulteten. Där tog hon 1896 sin examen (laurea in medicina) som tredje kvinna i Italien (den första var Ernestina Paper), med specialinriktning mot psykiatri.
Vid examen valdes Montessori att representera italienska kvinnor på en internationell kvinnokongress i Berlin, där hennes tal för utbildningsmöjligheter och lika lön för kvinnor vann mycket beröm. I november 1896 utnämndes Montessori till en kirurgisk assistent på ett sjukhus för män, en medicinsk assistent vid universitetssjukhuset och en besökande läkare vid ett kvinnors och ett barns sjukhus i Rom. Dessutom öppnade hon en privat klinik. Parallellt fortsatte hon sin forskning vid psykiatriska kliniken vid universitetet i Rom. Som frivillig assistent där besökte Montessori mentala asyler för att välja patienter för behandling på kliniken. Montessori var orolig över försummelsen av barn med psykiska funktionsnedsättningar i stadens asylområden och ökade allt mer sin forskning mot barnens möjliga behandling. Hennes beslutsamhet om att den bästa behandlingen inte var medicinsk, men pedagogisk, vände Montessoris blick och energi till studien av utbildningsteori och metod. 1899, efter att hon just tagit sin examen, reste hon runt hela Italien och föreläste om "Den nya kvinnan". Hon berättade om sin egen strävan som lett fram till hennes examen, och beskrev den nya tidens kvinna som en framförallt vetenskapligt tänkande person. Under hela sin karriär tog hon sig ofta tid att ta ledigt från sitt arbete för att ge sig ut och föreläsa om kvinnors situation.
Den 6 januari 1907 öppnade hon i Rom en skola för de så kallade obildbara. Genom omfattande fältstudier och praktik utvecklade hon den så kallade "montessoripedagogiken". Hon hade stor framgång i att lära barn, som tidigare fått tillbringa sina liv på mentalsjukhus och andra institutioner, att läsa och skriva. 
Under andra världskriget skickades Montessori i exil till Indien av Mussolini, eftersom hon vägrade att hjälpa till med att utbilda barn till att bli soldater. Hon flyttade sedan till Nederländerna, där hon levde tills hon 1952 dog i staden Noordwijk aan Zee. Där har än idag Association Montessori Internationale (AMI) sitt högkvarter. Hennes son Mario Montessori ledde AMI fram till sin död 1982.
Under 1990-talet ersatte Montessoris porträtt Marco Polos på 1000-liressedlarna.

## Bilder

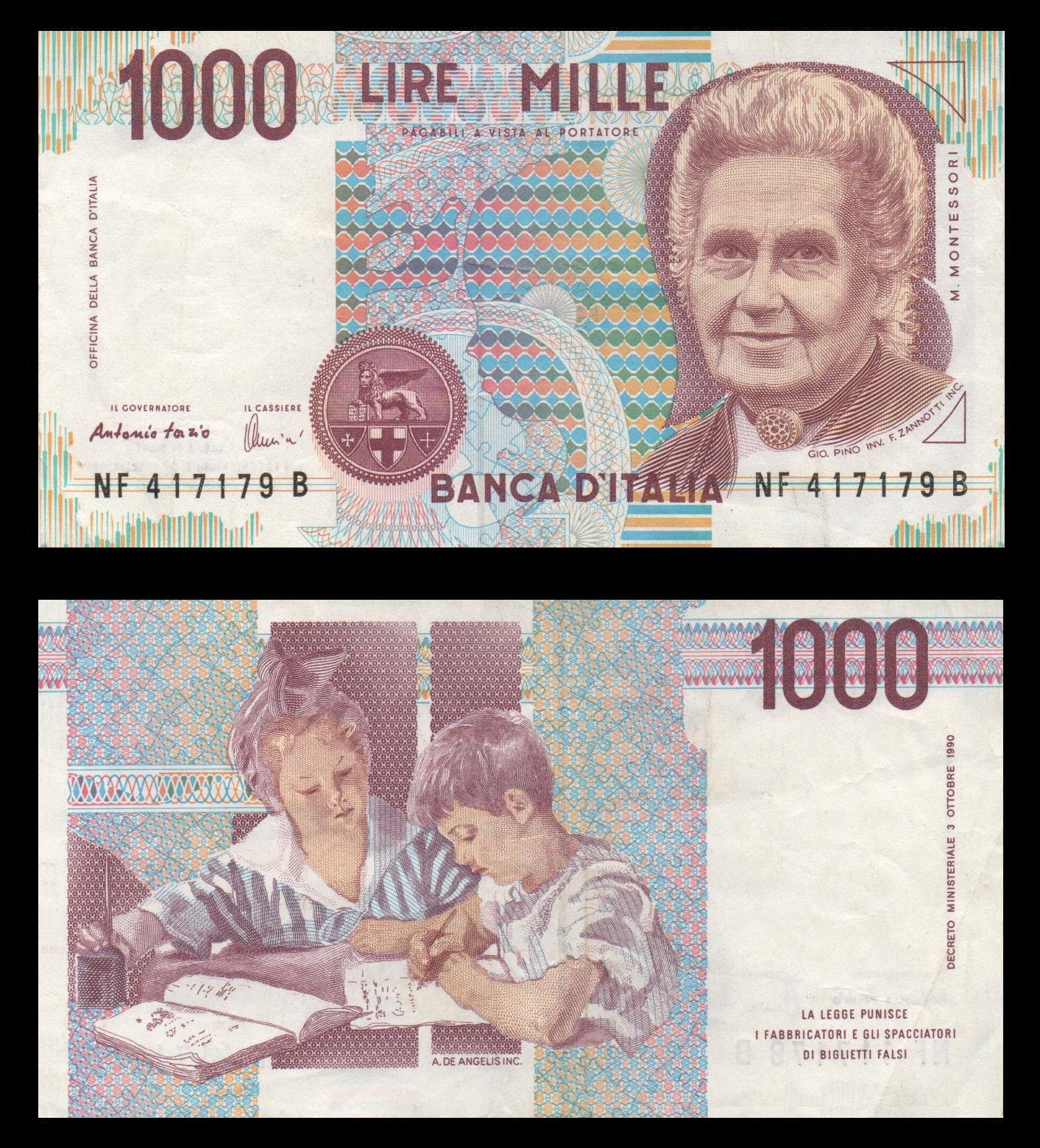
Lire 1000 (Maria Montessori)
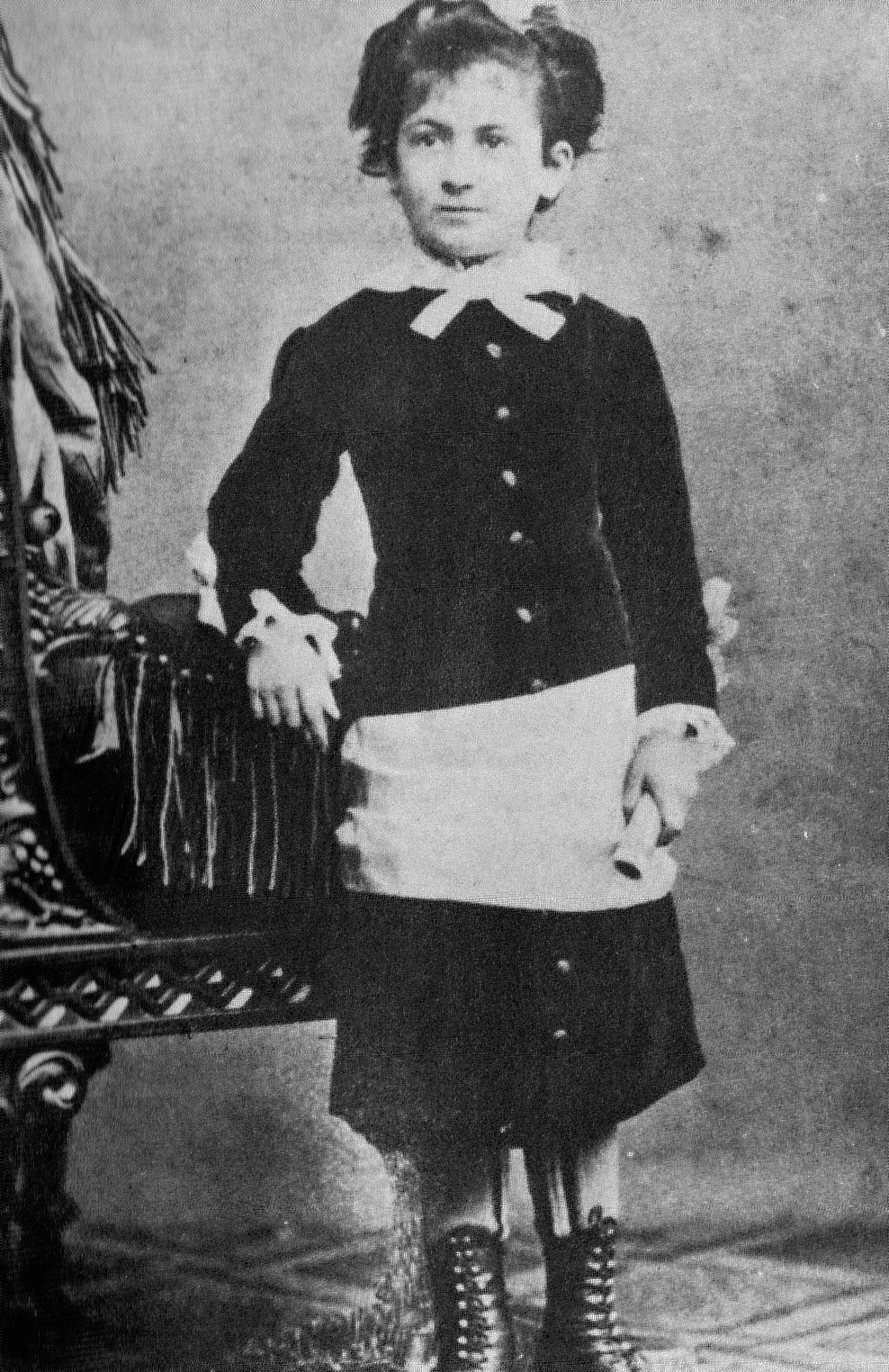
Maria Montessori 1880
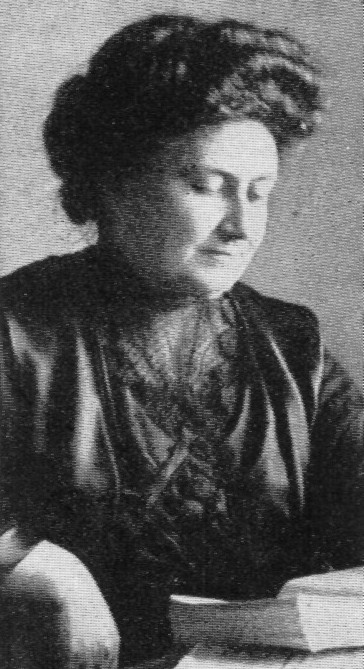
Maria Montessori
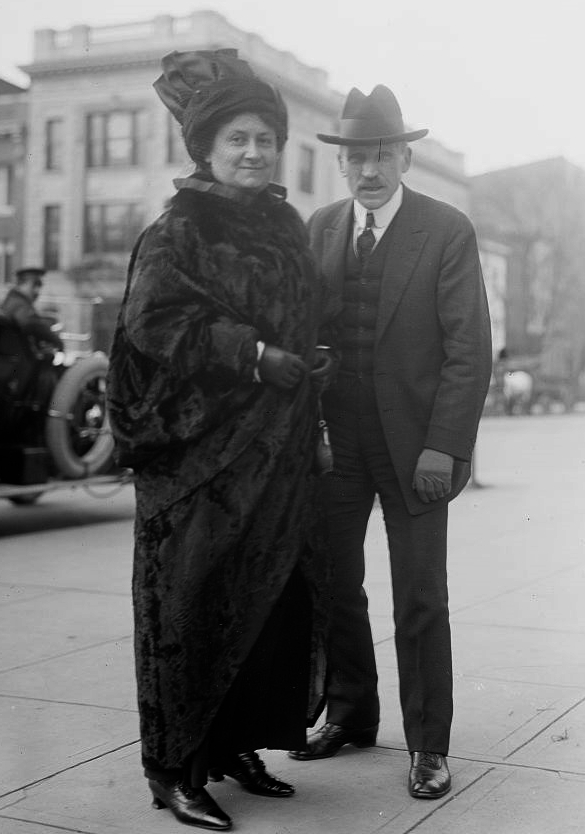
Maria Montessori & Samuel Sidney McClure 1914